# Терлецька Ольга
Терлецька Ольга (7 березня 1921, Чернівці — 12 липня 1998, Сідней) — українська поетеса.

## Біографія
Народилася 7 березня 1921 р. у м. Чернівці. Дитинство минало в м. Станіславі (нині Івано-Франківськ), тут здобула середню освіту в українській семінарії. Перебувала в таборах Ді-Пі (Ашафенбург). До Австралії емігрувала в 1949 р., поселилася у Мельбурні. Була активним членом і секретарем Крайової управи Союзу українок, секретарем управи Української громади Вікторії, співробітником журналу «Наш фронт», учителькою в Пако Вале. Була засновником і адміністратором драмгуртка «Червоні Маки».
Померла в Сіднеї 12 липня 1998 року.

## Творчість
Автор книжок «Любій Україні з чужини» (1980), «Через кладку» (1983), збірки поезій і прози «Мрії і туга» (1998), антології поем англійською мовою «Australia we salute you» (перекл. С. Ковалик).